# Amandla (Ruf)
Der Ruf Amandla (isiZulu) ist eine politische Grußformel aus der Zeit der Antiapartheidbewegung. Er wird mit dem Wort Ngawethu oder Awethu ergänzt. Das Rufspiel Amandla! – Ngawethu! im Muster eines Antiphons oder dem Prinzip von Call and Response vergleichbar, bedeutet auf Deutsch etwa Die Macht! – dem Volke!.
Bei Versammlungen ruft der Vorsitzende bzw. Sprecher zu den Anwesenden: Amandla. Diese antworten im Chor mit Ngawethu. Nelson Mandela und andere Personen der Antiapartheidsbewegung verwendeten dieses Sprechchorritual zusammen mit der erhobenen und zur Faust geballten Hand.
Der Ruf ist mit dem Tanz toyi-toyi verknüpft, der seine Wurzeln im Mau-Mau-Aufstand in Kenia hat und ursprünglich als Kriegstanz zusammen mit den lauten Rufen die Feinde abschrecken sollte. Sicherheitskräfte des Apartheidregimes berichteten, dass dies bei ihnen Angst ausgelöst habe.

## Bedeutung
Nach Auffassung des African National Congress (ANC) verkörpert diese Wortgruppe den in der Freiheitscharta von 1955 formulierten zentralen Anspruch, wonach sich das Volk selbst regieren will bzw. soll. Sie ist als inzwischen historisches Bekenntnis des ANC zu verstehen, eine im Volk verankerte Demokratie zu errichten und die Menschen aktiv an der Verbesserung ihrer Lebensumstände zu beteiligen. Neben der Flagge und dem Logo ist das Rufspiel eines von den drei offiziellen Symbolen des ANC.
Der Begriff Amandla stammt aus den Sprachen der Nguni-Völker und bedeutet Die Macht oder Die Kraft. Die wörtliche Bedeutung der Antwort Ngawethu entspricht den Aussagen dem Volke oder ist unser.
Der Ruf wird unter der ANC-Regierung gelegentlich von oppositionellen Rednern auf Kundgebungen genutzt. Eine 2007 gegründete Zweimonatszeitschrift nennt sich ebenfalls Amandla. Sie versteht sich als links und antikapitalistisch und steht ebenfalls in Opposition zum ANC.